# 灯笼果
灯笼果（学名：Physalis peruviana），又称姑娘果、菇娘儿、錦燈籠、秘鲁苦蘵，是茄科灯笼果属的一种多年生草本植物，其种加词“peruviana”意为“秘鲁的”。植株高0.5-2.0米。果子是一个套着灯笼型荚子的小圆果，比拇指大一点，里面有很多小籽。成熟的果实是亮黄色，味道酸甜，可生食，也可以用来烤果饼、做果酱。

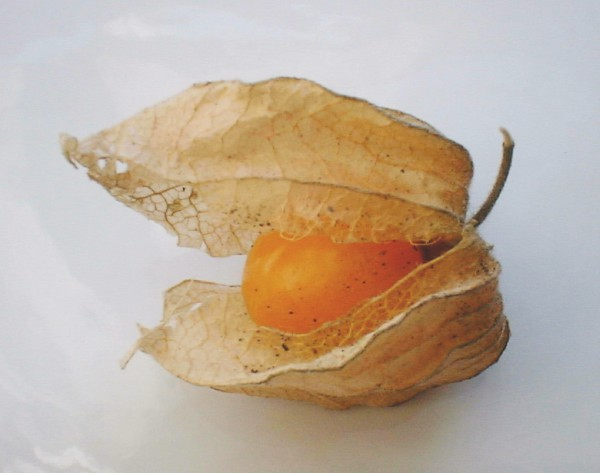
灯笼果

灯笼果原产秘鲁和智利，但是并不是什么重要的产品。当地人随便吃一点，偶尔也在菜市场看到。但是被广泛的引入各处热带和亚热带地区，所有番茄可以存活的地方都可以种。1807年以前，好望角居民就已经培养燈籠果。在南非有商业果园，果酱和罐头是居民的常用品，也经常出口。中部非洲国家，如加彭，也有小型果园。
好望角种活之后，灯笼果很快传到澳大利亚，是新南威爾士州居民早期食用的水果之一。现在已经有多处大型果园，也有很多野生果树，传遍昆士蘭州、维多利亚州、南澳大利亚州、西澳大利亚州和塔斯曼尼亞州北部。它还盛产于新西兰。

## 外部連結
- 燈籠草 Deng Long Cao 中藥標本數據庫 (香港浸會大學中醫藥學院) （繁體中文）（英文）

1. ↑  . The Plant List. Royal Botanic Gardens, Kew and Missouri Botanical Garden. 2013  [14 December 2014]. （原始内容存档于2020-10-30）.